# Geschiedenis van de Joden in Polen

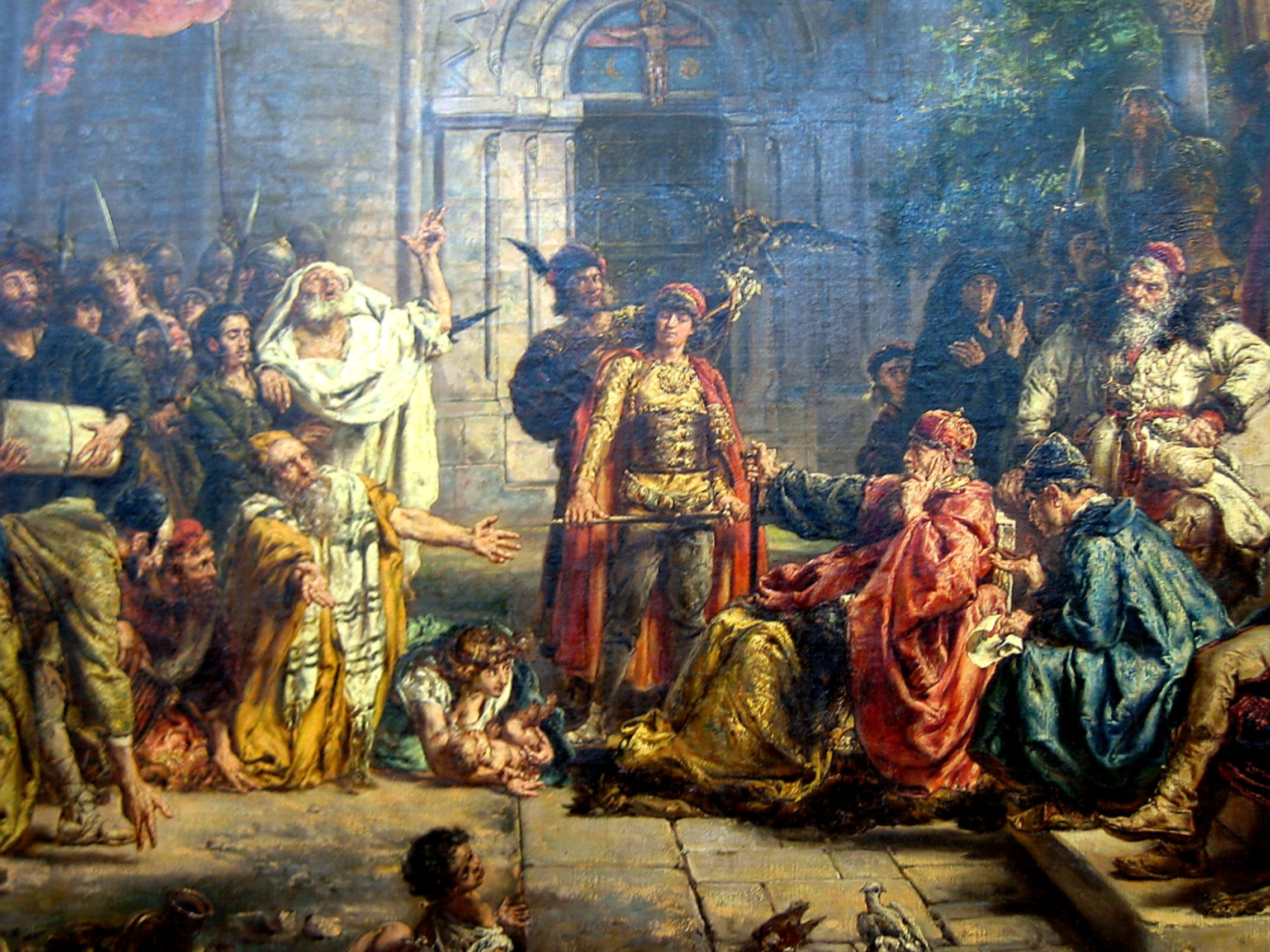
Ontvangst van de Joden in Polen in het jaar 1096 (geschilderd door Jan Matejko)

De geschiedenis van de Joden in Polen omspant ongeveer 1000 jaar. Polen was ooit thuishaven voor de grootste Joodse gemeenschap in Europa en was een centrum van Joodse cultuur. De geschiedenis loopt van een lange periode van religieuze tolerantie en welvaart onder de Joodse bevolking tot een bijna complete vernietiging door nazi-Duitsland in de twintigste eeuw tijdens de Duitse bezetting van Polen en de Holocaust.

## 11e tot 18e eeuw
Van de oprichting van het Koninkrijk Polen (1025) tot aan de vroege jaren van het Pools-Litouws Gemenebest (opgericht in 1569) was Polen een van de meest tolerante landen van Europa, wat betreft andere godsdiensten. Het land stond bekend als paradisus Iudaeorum (Latijn voor Joods paradijs) en was een unieke schuilplaats voor Europese Joden die vervolgd en verbannen werden uit andere landen. Het middeleeuwse Koninkrijk Polen dient men niet te vereenzelvigen met het huidige. Grote delen van Oekraïne, Wit-Rusland en Litouwen behoorden ook bij dat middeleeuwse Polen, maar de huidige westelijke en noordelijke delen van het huidige Polen weer niet. Tegen het midden van de 16de eeuw woonde 80% van de Joden in de wereld in dit Koninkrijk Polen. Na de verzwakking van het koninkrijk en de bestrijding van de protestante reformatie door de  katholieke contrareformatie begon de traditionele Poolse tolerantie vanaf de 17de eeuw af te nemen. 

## 1791 - 1918 opheffing Polen
Na de Poolse Delingen en de opheffing van Polen als onafhankelijke staat aan het einde van de 18de eeuw werd Polen in drie delen door de nabuurstaten geannexeerd. De Poolse Joden stonden nu onder het gezag van het antisemitische Russische Keizerrijk, het keizerrijk Oostenrijk-Hongarije en het Koninkrijk Pruisen (later Duitse Keizerrijk). In de laatste twee rijken zouden Joden in de loop van de 19de eeuw staatsburgerlijke gelijkberechtiging krijgen.

## 1919 - 1940
Nadat Polen opnieuw onafhankelijk werd na het einde van de Eerste Wereldoorlog, in 1919, was het nog steeds een centrum voor de Europese Joodse wereld met een van de grootste gemeenschappen van de wereld, 3 miljoen. De nieuwe Poolse republiek wist het antisemitisme niet onder controle te krijgen of maakte er gebruik van om de nationale eenheid te versterken, en discrimineerde Joden zelf in overheidsdiensten en vrije, vooral academische beroepen, ondanks hun formele staatsburgerlijke gelijkheid. In nationalistische kring werd openlijk gesproken over de mogelijkheden tot hun verwijdering.

## WO II
Aan het begin van de Tweede Wereldoorlog werd Polen, volgens het Ribbentrop-Molotovpact verdeeld tussen nazi-Duitsland en de Sovjet-Unie. Daarna volgde alsnog de Duitse bezetting van geheel Polen. Onmiddellijk werden de Joden in het Duits-bezette deel in getto's geïsoleerd. In het Sovjet-bezette deel bleven ze daarvoor gespaard maar hier achtten de autoriteiten het raadzaam om te beginnen met een gedwongen verplaatsing naar oostelijker delen van de Sovjet-Unie, niet om ze te beschermen maar omdat ze werden gewantrouwd als Poolse staatsburgers. In 1941 verklaarde Duitsland de oorlog aan de Sovjet-Unie en de gettoïsering werd onmiddellijk ingevoerd, gevolgd door massa-executies. In 1942 begon het 'afvoeren' van de gettobewoners naar vernietigingskampen. In deze periode vond de genocide plaats die 90% van alle Joden vernietigde. Drie miljoen Poolse Joden vonden de dood tijdens de Holocaust en nog eens drie miljoen niet-Poolse Joden waaronder twee miljoen uit Litouwen en Oekraïne, die in historische zin ook 'Poolse Joden' genoemd zouden kunnen worden. De Tweede Wereldoorlog eiste het leven van één vijfde van de totale Poolse bevolking.

## 1945 - 1989
Na de oorlog kwamen 200.000 Joden terug uit de kampen en uit de Sovjet-Unie. De helft koos ervoor niet te blijven maar te emigreren voornamelijk naar de nieuwe staat Israël, die in 1948 uitgeroepen werd, of naar de Verenigde Staten of Zuid-Amerika. Hun vertrek werd bespoedigd door de vernieling van de meeste Joodse instituten, de weigering van Polen om de door hen ingenomen Joodse huizen en andere bezittingen terug te geven en de gewelddadige agressie in pogroms die na de oorlog (bijvoorbeeld in Kielce) plaatsvonden en vele tientallen Joden het leven kostte. In de jaren vijftig leidde de vijandigheid van de communistische partij ertoe dat het restant van de nog overgebleven Joden Polen verliet. Het antizionisme was een reactie van het opkomend Pools-nationalistische communisme dat ontstond na de dood van Stalin. De Pools nationalistische communisten kwamen tegenover de meer Sovjet-georiënteerde communisten te staan, waaronder vanouds veel Joden die in het communisme altijd een bondgenoot hadden gezien in de strijd tegen nationalisme en nazisme. De Sovjet-Unie greep niet in omdat zij het Poolse communisme niet van zich wilde vervreemden en wist dat het nationalisme diep verankerd is in de mentaliteit van de Polen. Deze mentaliteit erkent de bijzondere positie van de Joden als nazi-slachtoffers niet en ziet alleen Poolse slachtoffers, waaronder eventueel de Joden stilzwijgend kunnen worden inbegrepen. Voor 1990 was in het als museum ingerichte vernietigingskamp Auschwitz-Birkenau nauwelijks sprake van vermoordde en omgekomen Joden. De slachtoffers werden volgens nationale criteria aangeduid als Polen en daarna als Sovjet- dan wel andere staatsburgers. Impliciet werd daarmee niet erkend dat het criterium voor hun opsluiting en vernietiging juist hun etnische afkomst als Jood was.  

## Pools staatsburger
Hoewel antisemitische incidenten na 1945 regelmatig bleven voorkomen, werd na de val van het communistische regime in 1989 de situatie voor de overgebleven Poolse Joden dezelfde als andere Poolse burgers. De buiten Polen woonachtige Joden die Pools staatsburger waren voor de Tweede Wereldoorlog mochten opnieuw Pools staatsburger worden. Weinigen maakten daarvan gebruik. Religieuze instituten konden worden heropgericht, voornamelijk met geld van Joodse fondsen uit de Verenigde Staten. Zij hebben vaak meer een cultureel historisch karakter dan een religieus karakter.
De Katholieke kerk wordt bijvoorbeeld in Polen als officiële godsdienst van de Polen erkend en als onderdeel van het patriottisme beschouwd (in 2016 werd Jezus symbolisch door de Poolse regering gekroond als koning van Polen). Joden worden in dit kader nog immer als buitenstaanders behandeld.

## Heden
De huidige Joodse bevolking in Polen wordt geschat op tussen de 8.000 en 12.000 (0,3% van het vooroorlogs aantal), hoewel het effectieve aantal mensen met Joodse voorouders, inbegrepen hen die tegenwoordig niet actief verbonden zijn aan het jodendom of de Joodse cultuur, hoger ligt. Dat komt doordat een deel van de Polen met Joodse wortels in de communistische periode hun nageslacht nooit heeft verteld over hun afkomst om antisemitisme te voorkomen. Ook bleek, bijvoorbeeld in de Joodse gemeenschap van Wrocław (Breslau), dat Joden niet als zodanig in hun lokale omgeving herkend wilden worden ter voorkoming van tegen hen gericht antisemitisme.
Het antisemitisme in Polen oriënteert zich niet op het conflict tussen Israël en de Arabische wereld (zoals dat in veel westerse landen het geval is) maar op de slachtofferrol van Polen en de vermeend buitensporige compensatie door Duitsland en Amerika  van Poolse Joden, naast op het in dit deel van Europa traditionele antisemitisme. De niet te ontkennen resultaten van recent onderzoek naar de rol van Polen in massa-executies van hun Joodse medeburgers in 1941 (zie Jedwabne) en het verraad van ondergedoken Joden door Polen aan de nazi-autoriteiten in de jaren na 1941, werden als leugen en belediging van de Poolse nationale waardigheid afgewezen. Hernieuwd antisemitisme kwam tot uiting in de afwijzing van de kant van de recente nationalistische regering, die de uitkomsten van het onderzoek als belediging van de Poolse eer en goede naam bestempelde en onder strafrechtelijke bepalingen stelde.